# Radioaktivitet
Radioaktivitet er omdannelse af ustabile atomkerner under udsendelse af ioniserende stråling i form af partikler og/eller elektromagnetisk stråling. Denne omdannelsesproces kaldes også henfald. Radioaktivitet er en naturlig proces i naturen, men den udnyttes industrielt og teknologisk i en række sammenhænge, herunder kernekraftværker, kernevåben, fødevarebestråling, scanning, klinisk behandling og forskning over en bred kam. Ioniserende stråling er i visse former skadelig for levende organismer. Den ioniserende stråling fra radioaktivitet kan bestå af: alfastråling, betastråling, gammastråling, protonstråling eller neutronstråling og den måles i becquerel (Bq). Det er dog alfastråling, betastråling samt gammastråling, som man oftest arbejder med og støder på i hverdagen.

## Fysisk beskrivelse
Radioaktive atomkerner er ustabile. Ustabiliteten kan resultere i flere henfaldstyper. De hyppigste årsager:
- Et overskud af kernepartikler (nukleoner).
- En ubalance mellem antallet af protoner og neutroner.
- Et overskud af kerneenergi.

Store atomkerner, dvs. samtlige kerner med flere end 83 protoner, er altid ustabile. (Dog kan det tænkes at nogle atomkerner ved den hypotetiske stabilitetsø er stabile) Kerner med mellem 1 og 83 protoner findes i stabile isotoper, undtagen grundstof 43 – technetium og Nr. 61 Promethium, Nr.83 Bismuth er strengt taget også meget svagt radioaktivt. Stabiliteten sikres af en passende balance mellem neutroner og protoner. En atomkerne kan desuden befinde sig i forskellige bevægelsestilstande. I grundtilstanden er nukleonerne 'pakket' mest optimalt med lavest mulig energi. I anslåede tilstande har atomkernen et højere impulsmoment, hvilket svarer til en højere energi.
Ved det radioaktive henfald afvikler atomkernen sit overskud af nukleoner (neutroner og protoner) eller energi. Det er overskuddets størrelse der afgør hvor ustabil kernen er. Afviklingen sker under udsendelse af partikler, eller elektromagnetisk stråling. Ved alfa- og betahenfald (se nedenstående) ændres atomkernens sammensætning, og der sker en grundstofomdannelse.
En radioaktiv kerne gennemgår en stokastisk proces. Kernen har mulighed for radioaktivt henfald, men tidspunktet for henfaldet kan ikke forudsiges. I radioaktivt materiale, aftager antallet af radioaktive kerner med en fast procent pr. tid, dvs. at antallet aftager eksponentielt.

## Matematisk beskrivelse
Det radioaktive henfald er en stokastisk proces. Betragter man en tilfældig ustabil kerne, på et tilfældigt tidspunkt, kan man alene udtale sig om sandsynligheden for, at den henfalder i løbet af et givet tidsrum. Henfaldssandsynligheden per tidsenhed betegnes: henfaldskonstanten (k), og denne afhænger altså alene af, hvilken kerne der er tale om. Datterkernen kan i lighed med moderkernen være ustabil, dog med en anden henfaldskonstant.
Betragter man et stort antal kerner, kan antallet af tilbageværende kerner ("N") beskrives ved en eksponentiel udvikling: {\displaystyle N(t)=N_{0}\left({\frac {1}{2}}\right)^{t/T_{1/2}}}, hvor N0 er antallet af kerner til at begynde med, t er tiden, og {\displaystyle T_{1/2}} er halveringstiden, dvs. den tid, der går før at halvdelen af kernerne er henfaldet. Sammenhængen mellem henfaldskonstant og halveringstid er givet ved {\displaystyle T_{1/2}={\frac {\ln(2)}{k}}}.
Halveringstiden afhænger ligesom henfaldskonstanten af, hvilken isotop kernerne tilhører. Den spænder fra mindre end 10-9 sekunder for ekstremt ustabile kerner til mere end 109 år for næsten stabile kerner.
Aktiviteten er pr. definition antal henfald kerner pr. tid. Det følger heraf at {\displaystyle A=kN}, og at A afhænger på samme måde af tiden, som N gør: {\displaystyle A(t)=A_{0}\left({\frac {1}{2}}\right)^{t/T_{1/2}}}. Enheden for aktivitet er becquerel (Bq).

## Henfaldstyper, alfa, beta og gamma

### Spontan fission
Meget store kerner, dvs. kerner med 92 protoner eller flere, er så ustabile, at de med en rimelig sandsynlighed spontant falder fra hinanden. Resultatet er to datterkerner, der hver har cirka halvt så mange nukleoner som moderkernen.

### Alfa-henfald
Store kerner afvikler almindeligvis deres nukleonoverskud ved et alfa-henfald. En alfapartikel
er en helium-kerne der slynges ud af moderkernen med stor energi (op til 6 MeV). Herved mister moderkernen to protoner og to neutroner. Et eksempel er
{\displaystyle {}^{2}{}_{92}^{38}{\hbox{U}}\;\to \;{}^{2}{}_{90}^{34}{\hbox{Th}}\;+\;{}_{2}^{4}{\hbox{He}}}

### Beta-henfald og K-indfangning
Kerner med neutron/proton-ubalance afvikler deres overskud af protoner eller neutroner ved et beta-henfald eller ved K-indfangning. I forlængelse af et alfa-henfald har en kerne almindeligvis for mange neutroner. Neutronoverskudet afvikles ved et beta-henfald. En betapartikel er en elektron, der slynges ud af moderkernen med stor energi (op til 3 MeV). Elektronen er dannet ved henfaldet af en neutron:
{\displaystyle {}_{0}^{1}{\hbox{n}}\;\to \;{}_{1}^{1}{\hbox{p}}\;+\;_{-}{}_{1}^{0}{\hbox{e}}\;+\;{\bar {\nu }}_{e}}
Neutronen omdannes altså til en proton og en elektron (og en antineutrino). Et eksempel er
{\displaystyle {}_{\ 6}^{14}\mathrm {C} \rightarrow {}_{\ 7}^{14}\mathrm {N} +{}_{-1}^{\ 0}\mathrm {e} +{\bar {\nu }}_{\mathrm {e} }}
Inde i kerner med for mange protoner forløber den omvendte proces
{\displaystyle {}_{1}^{1}{\hbox{p}}\;\to \;{}_{0}^{1}{\hbox{n}}\;+\;_{+}{}_{1}^{0}{\hbox{e}}\;+\;\nu _{e}}
En proton omdannes altså til en neutron og en positron (og en neutrino). Et eksempel er
{\displaystyle {}_{11}^{22}\mathrm {Na} \rightarrow {}_{10}^{22}\mathrm {Ne} +{}_{+1}^{\ 0}\mathrm {e} +\nu _{\mathrm {e} }}
Efter fortegnet på ladningen af de udslyngede beta-partikler benævnes den ene type henfald {\displaystyle \beta ^{-}} ("beta-minus") og den anden type {\displaystyle \beta ^{+}} ("beta-plus").
Det er elektronen e, der er blevet til vores betastråling. En variant af sidstnævnte bærer navnet K-indfangning. Herved forstås, at en elektron fra atomets inderste skal forene sig med en proton i kernen og danne en neutron (og en neutrino):
{\displaystyle {}_{1}^{1}{\hbox{p}}\;+\;_{-}{}_{1}^{0}{\hbox{e}}\to \;{}_{0}^{1}{\hbox{n}}\;+\;\nu _{e}}

### Gamma-henfald
Dette afsnit eller denne liste er kun påbegyndt. Hvis du ved mere om emnet, kan du hjælpe Wikipedia ved at tilføje mere.

Exciterede (anslåede) kerner afvikler deres energioverskud ved et gamma-henfald. Under gamma-henfald udsendes der kun elektromagnetisk stråling og der sker ikke nogen grundstofomdannelse.
I forlængelse af et alfa- eller beta-henfald er nukleonerne typisk ikke pakket tættest muligt, og datterkernerne kan stadig have et energioverskud. Dette energioverskud kan afvikles ved udsendelse af gammastråling, hvorved atomkernerne overgår fra en tilstand med højt impulsmoment til en tilstand med lavere impulsmoment. Gammastråling er elektromagnetisk stråling med en bølgelængde, som er kortere end røntgenstråling. Strålingsudsendelsen er kvantiseret, dvs. energien udsendes i form af én energirig (op til 3 MeV) foton. Et eksempel er
{\displaystyle {}^{137}\mathrm {Ba} ^{*}\rightarrow {}^{137}\mathrm {Ba} +\gamma }

## Opdagelsen
Henri Becquerel regnes for radioaktivitetens opdager. Han observerede i 1896, at uranholdige mineraler udsender gennemtrængende stråling. Det blev hurtigt klart, at thorium-holdige mineraler havde samme egenskab.
I 1898 lykkes det Marie Curie og Pierre Curie at isolere to radioaktive stoffer, som de kaldte polonium hhv. radium. Sidstnævnte har på den ene side en halveringstid, der er så lang, at man kan opbevare og undersøge stoffet, og på den anden side en henfaldskonstant, som er så stor, at aktiviteten er enorm i forhold til aktiviteten fra et tilsvarende kvantum uran.
I 1911 påviste Ernest Rutherford atomkernens eksistens ved at beskyde et guldfolie med {\displaystyle \alpha }-partikler. En forsvindende lille, men dog signifikant del af {\displaystyle \alpha }-partiklerne blev spredt i vinkler tæt på 180 grader, hvilket bedst kan forklares ved at antage, at hovedparten af atomets masse er koncentreret i et område af meget lille udstrækning – kernen – hvor også den positive ladning befinder sig. Herefter lå vejen åben for tolkningen af det radioaktive henfald som en kerneomdannelse.

## Biologisk virkning
Som anden ioniserende stråling kan radioaktivitet skade eller dræbe levende organismer ved tilstrækkeligt høje doser. Sammenhængene kan være komplekse og afhænger i høj grad af, hvilke former for radioaktivitet, der er tale om, samt hvordan og hvor længe organismen er i kontakt med radioaktiviteten.
Radioaktivitet i skadelige doser har flere forskellige konsekvenser på biologiske organismer og kan vise sig på mange måder. Det spænder lige fra kvalme og ildebefindende til hårtab, brandsår, nerveskader, mutationer i afkom, kræft og død. Fælles for dem alle er dog, at den radioaktive stråling slår kroppens celler i stykker.
Radioaktivitet fra radioaktivt nedfald har vist sig skadeligt ved selv lave koncentrationer af flere årsager og vil typisk medføre kræft. Det lader også til at gøre børn mindre intelligente.

## Radioaktivitet i naturen
Radioaktivitet er en almindelig og naturlig proces overalt omkring os. Radioaktive atomkerner findes naturligt i næsten alle materialer i mere eller mindre grad, og der udsendes konstant små mængder ioniserende stråling, som samlet set kaldes for baggrundsstrålingen.
Materialer som sten og klipper indeholder en relativt høj koncentration af radioaktive stoffer i sammenligning med andre materialer, og i områder med netop mange klipper er baggrundsstrålingen som regel større end ellers. I Danmark er Bornholm således det sted med den største baggrundsstråling. Da sten indgår i mange byggematerialer, udsendes der også en forhøjet ioniserende stråling fra beton, cement og andre elementer, hvori sten indgår. Moræneler giver også en svagt forøget radioaktivitet, så i Danmark har områder i bl.a. Østjylland også en lidt højere baggrundsstråling end gennemsnittet.

Radon er den mest betydelige kilde til radioaktivitet i naturen omkring os. Radon er en radioaktiv gas, som dannes i jordskorpen, og der siver hele tiden små mængder op igennem jordlagene. Især i områder med klipper i undergrunden dannes der relativt store mængder. Radon fortyndes som regel hurtigt med atmosfærens andre gasser, så radioaktiviteten når sjældent alarmerende niveauer.
Radioaktivitet er kun én af flere kilder til naturligt forekommende ioniserende stråling. En del af den naturligt forekommende ioniserende stråling omkring os stammer fra kilder i verdensrummet, den såkaldte kosmiske stråling. Den kosmiske stråling stammer ikke fra radioaktive henfald, så selvom strålingen har de samme egenskaber og effekter, betegnes den ikke som radioaktiv stråling. Solen udsender også ioniserende stråling, men heller ikke denne stråling stammer fra radioaktive atomkerner.